# Захар Беркут. Легенда (комікс)
«Захар Беркут. Легенда» — український комікс у жанрі фентезі, події якого розгортаються на фоні розквіту Ординської навали на  Київську Русь 1230-40-их роках. Комікс є сучасною графічною інтерпретацією повісті Івана Франка «Захар Беркут» та слугує як приквел, до першоджерела Франка. Автором текстів та малюнків виступив український коміксист Олександр Корешков, автор культового українського коміксу «Серед овець».
Реліз коміксу відбувся 20 вересня 2019 року.

## Ідея створення
Ідея створення коміксу за повістю Франка "Захар Беркут" виникла у співзасновника студії коміксів Spring Comics Максима Курінного ще у 2018 році, коли він відвідав гору Високий Верх у Карпатах. Саме там екскурсовод розповіла фрагмент з книги «Захар Беркут» й це було так красиво та захопливо, що Курінний загорівся ідеєю створити комікс по цій книзі.

## Сюжет
Автор зачіпає одвічну тему життя та смерті через призму продавніх вірувань українського народу змальовуючи свій погляд на легенду, яку головний герой Захар Беркут тухольський старійшина, згадує в оригінальному творі Івана Франка, про Сторож каменя, головного захисника Тухольского народу, який допоміг зупинити нашестя монголів на тухольські землі. Тож комікс «Захар Беркут: Легенда» це своєрідний приквел до основної історії про Захара Беркут, що значно ширше розкриє потенціал історії Івана Франка.

## Оригінальне видання
- Корешков, Олександр (2019). Захар Беркут. Легенда. Київ: ArtHuss. с. 48 стор. ISBN 978-617-7799-11-4. {{cite book}}: Недійсний |nopp=n (довідка)